# Torre del Reformador

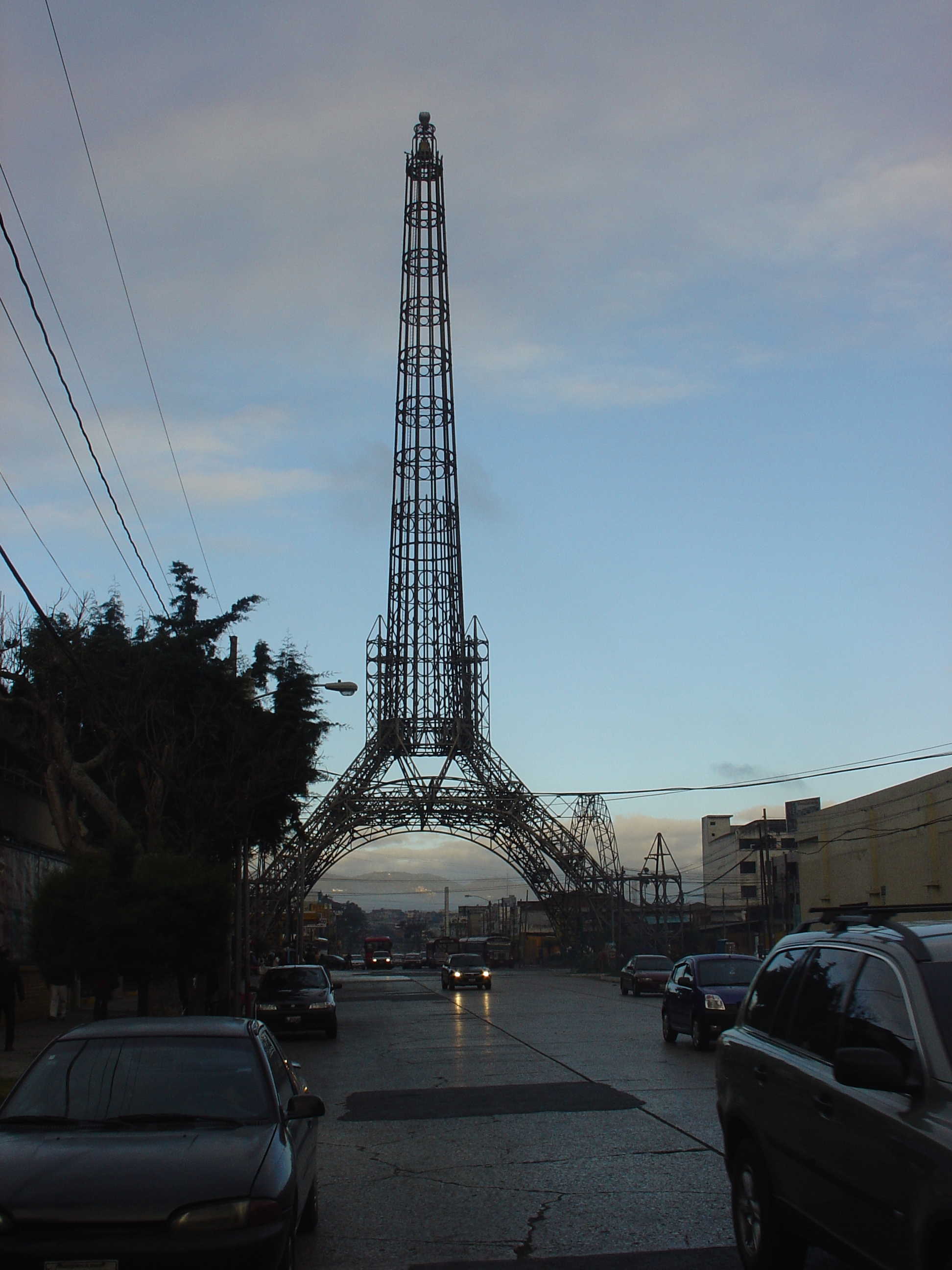
Torre del Reformador

Der Torre del Reformador ist ein 75 Meter hoher Stahlfachwerkturm in Guatemala-Stadt. Der Turm wurde 1935 zu Ehren des damaligen Präsidenten Justo Rufino Barrios erbaut und sollte einen Nachbau des Eiffelturms darstellen. Ursprünglich trug er eine Glocke auf seiner Spitze. 1986 wurde diese aber durch einen Scheinwerfer ersetzt.